# Tony Ianzelo
Tony Ianzelo (* 13. Juni 1935 in Toronto) ist ein kanadischer Kameramann und Filmregisseur.

## Leben und Wirken
Ianzelo studierte am Ryerson Polytechnic College in seiner Geburtsstadt Toronto. 1960 begann er seine Filmkarriere als Kameraassistent beim National Film Board of Canada. Sechs Jahre später führte er bei der Kurz-Dokumentation Antonio, einem Filmporträt über seinen Vater, erstmals Regie. Seitdem war Ianzelo als Kameramann und Regisseur an über 100 Filmen beteiligt. In seinen Dokumentationen beschäftigte er sich unter anderem mit Themen wie Jägern und Fallenstellern aus dem Volk der Cree, Alltagsszenen aus Kanada und China sowie Künstlerporträts.
Zweimal wurde Ianzelo als Co-Regisseur mit einer Oscar-Nominierung ausgezeichnet, zunächst 1976 für die Kurz-Doku Blackwood, die den kanadischen Radierer David Blackwood porträtiert, sowie 1978 für die Dokumentation High Grass Circus, die 24 Stunden aus dem Alltag des Wanderzirkus Royal Brothers' Circus zeigt.
Gemeinsam mit Colin Low inszenierte Ianzelo 1986 Transitions, den ersten IMAX-3D-Film. Er wurde auf der Expo 86 präsentiert.
Ianzelo ist Mitglied der Royal Canadian Academy of Arts. 2003 wurde er zum Member des Order of Canada ernannt.

## Nominierungen
- 1977: Oscar-Nominierung in der Kategorie „Bester Dokumentar-Kurzfilm“ für Blackwood
- 1978: Oscar-Nominierung in der Kategorie „Bester Dokumentarfilm“ für High Grass Circus

## Filmografie (Auswahl)
- 1966: Antonio (Kurz-Dokumentation)
- 1970: Don’t Knock the Ox (Kurz-Dokumentation)
- 1974: Bate’s Car: Sweet as a Nut (Kurz-Dokumentation)
- 1974: Cree Hunters of Mistassini (Dokumentarfilm)
- 1974: Our Land is our Life (Dokumentarfilm)
- 1975: Musicanada (Dokumentarfilm)
- 1976: Blackwood (Kurz-Dokumentation)
- 1976: The Whales are Waiting (Kurz-Dokumentation)
- 1977: High Grass Circus (Dokumentarfilm)
- 1977: Cree Way (Kurz-Dokumentation)
- 1980: North China Commune (Dokumentarfilm)
- 1980: Canada Vignettes: Calliope (Kurz-Dokumentation)
- 1980: Wuxing People’s Commune (Dokumentarfilm)
- 1980: North China Factory (Dokumentarfilm)
- 1982: The Concert Man (Kurz-Dokumentation)
- 1984: From Ashes to Forest (Dokumentarfilm)
- 1986: Transitions
- 1990: The First Emperor of China (Kurz-Dokumentation)
- 1992: Momentum (Kurz-Dokumentation)
- 1993: The Art of the Animator (Dokumentarfilm)